# منطقة القصير
منطقة القصير منطقة سورية إدارية تتبع محافظة حمص ومركزها مدينة القصير، بلغ تعداد سكان المنطقة 107,470 نسمة حسب التعداد السكاني لعام 2004.

## نواحي منطقة القصير
- ناحية مركز القصير
- ناحية الحوز